# Посполиті
Посполиті (від польського — загальний, звичайний) вони ж посполиті селяни, військові піддані, піддані Війська Запорізького низового — селяни Лівобережної і Слобідської України в другій половині XVII — XVIII століттях та некозацьке населення (селянство) Запоріжжя за часів Нової Січі (1734—1775).
До визвольної війни 1648—1657 та в перші роки після неї в Україні посполитими називали селян і міщан. Згодом ця назва закріпилася тільки за селянами. Посполиті складалися з селян так званих вільних військових сіл, які підлягали безпосередньо гетьмансько-старшинському управлінню, рангових селян, магістратських селян, приватновласницьких і монастирських селян. До посполитих входили також старшинські, монастирські, панські, козацькі підсусідки. Посполиті відбували різноманітні повинності, сплачували грошові й натуральні платежі. Проте розмір і характер цих повинностей у різних груп посполитих були неоднакові. Козацька старшина протягом другої половини XVII — першої половини XVIII століть зосередила в своїх руках величезні земельні володіння, заселені залежними від неї посполитими. Під тягарем зростаючого феодального визиску посполиті убожіли і розорялися. На початку XVIII століття остаточно встановилося різке розмежування між посполитими і козаками. Неможливим став перехід з одного стану до іншого.
20 квітня (1 травня) 1760 гетьман Кирило Розумовський видав універсал, підтверджений царським урядом 15 (26) грудня 1763, за яким посполитим дозволялося переселятися тільки тоді, коли власник (поміщик чи старшина) давав їм письмовий дозвіл на це, причому все майно посполитих переходило до власника. Універсал позбавив посполитих права продавати свої землі і заборонив їм вступати в козаки. Процес закріпачення посполитих, що відбувався на Лівобережній і Слобідській Україні з другої половини XVII століття, завершився указом Катерини II від З (14) травня 1783 про юридичне оформлення кріпосного права на Лівобережній і Слобідській Україні. Після цього указу посполиті злилися з загальною масою кріпаків Російської імперії.

## Запоріжжя
Після російсько-турецької війни 1735—1739 почалося інтенсивне заселення Запоріжжя українськими селянами-втікачами і козаками. Переселенці-одинаки вступали в січове військо, а сімейні оселялися в слободах і переходили на становище податного населення — посполитих. Перехід посполитих в козаки і навпаки формально нічим не обмежувався. За майновим становищем посполиті поділялися на тяглих і піших. Тяглі складалися із заможної верхівки, в господарствах якої застосовувалася наймана праця, і з середнього прошарку, що мав робочу худобу і власними силами обробляв землю. Піші посполиті становили сільську бідноту, що складала 30—40% селянства Запоріжжя, яка поділялася на так званих «нищетних» (мали лише хати й городи) і «крайньонищетних» — підсусідків та наймитів, у яких не було ніякої власності. Посполиті не служили в Запорізькому війську, а сплачували грошові податки і відбували повинності розмір яких визначався Кошем. Разом з козацькою біднотою найбідніші прошарки посполитих брали участь у козацьких заворушеннях, гайдамацькому русі. Після ліквідації Нової Січі частина посполитих разом з невдоволеними козаками переселилася в турецькі володіння в пониззя Дунаю. Посполитих, що лишилися на Запоріжжі, царський уряд перетворив на військових поселенців, державних селян, поміщицьких кріпаків.